# Best Defense
Best Defense (bra: A Melhor Defesa É o Ataque; prt: A Melhor Defesa) é um filme estadunidense de 1984, do gênero comédia de guerra, dirigido por Willard Huyck com roteiro de Gloria Katz e do próprio Huyck baseado no romance Easy and Hard Ways Out, de Robert Grossbach.
O filme é estrelado por Dudley Moore e Eddie Murphy, embora não contracenem juntos. A trilha sonora original foi composta por Patrick Williams. Foi lançado pela Paramount Pictures.

## Sinopse
Duas histórias que se passam em dois anos diferentes: 1982 e 1984; e envolvem a mesma coisa: um super tanque de guerra experimental. Wylie Cooper é o cientista engenheiro que criou o tanque. Tenente T.M. Landry é o soldado encarregado pelo governo de testá-lo.

## Elenco
- Dudley Moore como Wylie Cooper
- Eddie Murphy como Tenente T.M. Landry
- Kate Capshaw como Laura Cooper
- George Dzundza como Steve Loparino
- Helen Shaver como Clair Lewis
- Mark Arnott como Harvey Brank
- Peter Michael Goetz como Frank Joyner
- Tom Noonan como Frank Holtzman
- David Rasche como Jeff, o Agente KGB
- Paul Comi como Agente Chefe
- John Hostetter como Quirk, Dynatechincs

## Produção
O filme não apresentava originalmente o personagem de Eddie Murphy e era apenas um filme de Dudley Moore. As pré-visualizações do filme foram mal recebidas, e o estúdio sugeriu filmar um papel para Eddie Murphy, que estava no auge de sua popularidade. O papel de Murphy foi quase completamente desconectado do resto do filme, e seu personagem nunca teve contato com ninguém do elenco principal. Houve uma cena filmada durante as refilmagens que mostrava os personagens de Moore e Murphy se encontrando, mas foi cortada do filme. Além disso, várias outras cenas que eram importantes para o enredo original foram cortadas para encaixar as cenas recém-filmadas com Murphy no filme, contribuindo assim para a má recepção do filme e sua reputação como uma "bagunça sinuosa".
Quando Murphy apresentou Saturday Night Live cerca de cinco meses após o lançamento do filme, ele admitiu em seu monólogo de abertura que sabia que o filme era horrível e o fez pelo dinheiro: "Depois de fazer 48 Hours e Trading Places, todos esses roteiros começaram a vir de todos os lugares, e peguei um roteiro chamado Best Defense. Há um filme que é péssimo! No início, eu não ia fazer isso porque li o roteiro e me senti como um ator no início. Mas o dinheiro que me deram para fazer o Best Defense, vocês também teriam feito o Best Defense, ok? ... Eu estava tipo, 'O quê ?! Como você se atreve a me dar um roteiro como este! Ah, tanto dinheiro? Vamos lá!' Best Defense acabou sendo o pior filme já feito na história e, de repente, eu não era mais tão quente. Então, liguei para o produtor do Saturday Night Live e disse, 'Hum, você ainda tem meu camarim?'"

## Recepção
O filme recebeu críticas negativas da crítica de cinema. No Metacritic, o filme tem uma pontuação média ponderada de 29 em 100, com base em 8 críticos, indicando "críticas geralmente desfavoráveis".  Ele estreou forte em #2 atrás de Ghostbusters com $7.8 milhões, mas rapidamente perdeu força, principalmente devido ao fraco boca a boca, e arrecadou decepcionantes $19.2 milhões. Foi nomeado para o Stinkers Bad Movie Awards de Pior Filme, perdendo para Dune.